# Lea Moutoussamy
Lea Melissa Moutoussamy (arab. ليا ميليسا موتوسامي, Lija Milisa Mutusami; ur. 18 października 1997 w Paryżu) – algierska szablistka.
Szermierkę uprawia od 7 roku życia.
Jej dziadek i matka pochodzą z Algierii, a ojciec z Francji. We wrześniu 2011 zdecydowała się na reprezentowanie Algierii.
Wystąpiła na igrzyskach w 2012, na których zajęła ostatnie, 32. miejsce w indywidualnych zawodach szablistek. W pierwszej rundzie przegrała 6:15 z Rosjanką Sofją Wieliką. Jest najmłodszym szermierzem i Algierczykiem w historii igrzysk olimpijskich.
Na igrzyska zakwalifikowała się w kwietniu 2012 po pokonaniu 15:11 Plool Adele z RPA na afrykańskim turnieju eliminacyjnym.
W 2013 była sklasyfikowana na 106. pozycji w rankingu światowym. Jej trenerem jest Hérvé Bidad.
W maju 2013 zadeklarowała chęć reprezentowania Francji z powodu braku możliwości rozwoju w barwach Algierii.
Planuje studiować medycynę.